# Концентрациони логор Богдановка
Богдановка је био концентрациони логор за Јевреје који су успоставиле румунске власти током Другог свјетског рата. Логор се налазио близу ријеке Буг у данашњем Придњестровљу, и до краја 1941. године кроз њега је прошло око 54.000 затвореника, углавном Јевреја.

## Масакр
У децембру 1941. у логору је откривено неколико логораша који су имали тифус. Њемачке власти су тада наредиле су румунској управи да убије све затворенике који су се налазили у логору. Масовно убијање почело је 21. децембра, а у акцији су учествовали румунски војници и жандарми, украјинска полиција и поједини цивили њемачког поријекла.
Болесни и слаби затвореници, њих око 5.000 су закључани у двије бараке, које су затим поливене керозином и запаљене. Остали затвореници су, у групама од 300 до 400, одведени у оближњу шуму, гдје им је наређено да клекну и скину сву одјећу, а затим су стријељани. Масакр је трајао 4 дана, и за то вријеме убијено је око 30.000 Јевреја. остатак од око 11.000 остављен је поред ријеке, гдје су чекали свој ред да буду стријељани. Хиљаде их је умрло од хладноће. Убијање преосталих је настављено 28. децембра, тако да су до 31. децембра скоро сви затвореници логора били мртви.
Управник области у којој се налазио логор, Модест Изопеску, наредио је да се сва тијела убијених спале, како бе се прикрили трагови масакра. За овај посао остављено је у животу око 200 Јевреја, од којих је већина касније убијена.

## Суђење
Суђење за масакр у логору Богдановка одржано је после Другог свјетског рата, и било је прво суђење против румунских ратних злочинаца. Изопеску, и војни командант области Вазиле Манеску осуђени су на смрт, али им је казна касније ублажена на доживотну казну затвора. Још неки од одговорних су такође осуђени на дугогодишње затворске казне.